# ستيف غريفيثز
ستيف غريفيثز (بالإنجليزية: Steve Griffiths)‏ (23 فبراير 1914 في المملكة المتحدة - 10 يونيو 1998) هو لاعب كرة قدم بريطاني (وحمل سابقاً جنسية المملكة المتحدة لبريطانيا العظمى وأيرلندا) في مركز مهاجم داخلي. لعب مع نادي بارنسلي ونادي بورتسموث ونادي تشيسترفيلد ونادي يورك سيتي ونادي هاليفاكس تاون ونادي ألدرشوت.